# Oktiàbrskoie (Primórie)
|  | Per a altres significats, vegeu «Oktiàbrskoie». |

Oktiàbrskoie (en rus: Октябрьское) és un poble del krai de Primórie, a l'Extrem Orient de Rússia, que en el cens del 2010 tenia 537 habitants. Es troba al districte rural de Khankaiski.